# 下村宏
下村 宏（しもむら ひろし、1875年（明治8年）5月11日 - 1957年（昭和32年）12月9日）、明治・大正・昭和の逓信・台湾総督府官僚、実業家。朝日新聞社副社長、NHK会長、貴族院議員、拓殖大学第6代学長、歌人。号は海南（かいなん）。下村房次郎の子。
玉音放送の際の内閣情報局総裁であり、ポツダム宣言受諾の実現に尽力した。「人種改良を国策に」と優生思想を強く推したことでも知られている。

## 略歴
和歌山県出身。父・房次郎（1856年5月7日 - 1913年2月21日）は「和歌山日日新聞」を創刊した後に逓信省に入り、退官後は実業家として活動する傍ら東京商業学校の創設に関わった。
和歌山中学、第一高等学校から東京帝国大学を卒業し、1898年（明治31年）に逓信省へ入省。北京郵便局長などをつとめる。その後郵便貯金の実務を学びにベルギーへ留学し帰国後に郵便貯金局長(1909年・明治42年）、為替貯金局長（1913年・大正2年）となる。1915年（大正4年）に台湾総督府の明石元二郎に招かれて民政長官となり、更に総務長官（1919年・大正8年）となる。1915年（大正4年）から1919年（大正8年）には鉄道部長をも兼務する。台湾総督府時代には、八田與一を支援し嘉南大圳の建設に貢献した。
1921年（大正10年）に台湾総督府を退官すると朝日新聞社に入社、専務・副社長を歴任した。1923年（大正12年）2月6日、早稲田大学で科外講義の講師を務めた。1937年（昭和12年）1月12日に貴族院議員に勅選され（1946年2月22日まで在任）、同時に財団法人大日本体育協会会長に就任。1942年（昭和17年）、日本文学報国会理事、第1回大東亜文学者大会座長。1943年（昭和18年）5月15日に社団法人日本放送協会会長となり、1945年（昭和20年）4月7日に鈴木貫太郎内閣で国務大臣（内閣情報局総裁）となる。
1945年（昭和20年）8月8日、昭和天皇に拝謁して情報局の現場や政情等を奏上。この中で、「和戦いずれにしても聖断を仰ぐべき時なり」という考えを国民の心持ちとして伝え決断を促した。
終戦直後の12月2日、連合国軍最高司令官総司令部は日本政府に対し下村を逮捕するよう命令（第三次逮捕者59名中の1人）。
戦犯容疑者として巣鴨拘置所に勾留された後に釈放。公職追放を受け、東京商業学校（現ドルトン東京学園中等部・高等部）の運営に関わりながら1953年の参院選に無所属で出馬するも落選に終わっている。
下村氏は「人種改良を国策に」「障害者や犯罪者は断種すべき」と強く主張し、1937年に貴族院議員になり、その3年後に政府は「優生保護法」の前身となる「国民優生法」を成立させる。「世紀の悪法」として知られる「優生保護法」は、約1万6000人にも上る障害者が不妊手術を強制的に受けさせられた人権問題へと発展していった。
1933年に児童養護協会が出した「児童を護る」の中で、こう持論を展開している。「私は今日日本の国策の基本はどこに置くかといへば、日本の人種改良だらうと思ひます。この點から見ますると、どうも日本の人種改良といふ運動はまだ極めて微々たるものである。それでは一體その他の改良といふことは日本ではやらんのかといへば、人種改良の方は存外無関心であるが、馬匹改良はやつて居る。豚もだんだん良い豚にする。牛も良い牛にする。牛乳の余計出る乳牛を仕入れる」墓所は青山霊園(1ロ20-6)。

## 家族
- 父親の下村房次郎（1856－1913）は元和歌山藩士で、藩校時習館、兵学寮を経て大阪で学を修め、和歌山県準判任御用掛、「和歌山日日新聞」主幹を務めたのち29歳で上京、逓信省に入り、栗野慎一郎とともに東京郵便電信学校の設立に寄与したが、37歳で退官、「東京日日新聞」客員、内国生命保険顧問を経て40代半ばからは日露貿易振興に努めたほか台湾茶会社を設立するなどした[14][15]。
- 妻のふみは佐々木勇之助の姪[16]。
- 息子に劇団東演を主宰した演出家下村正夫（1913年 - 1977年）がいる。

## 歌人

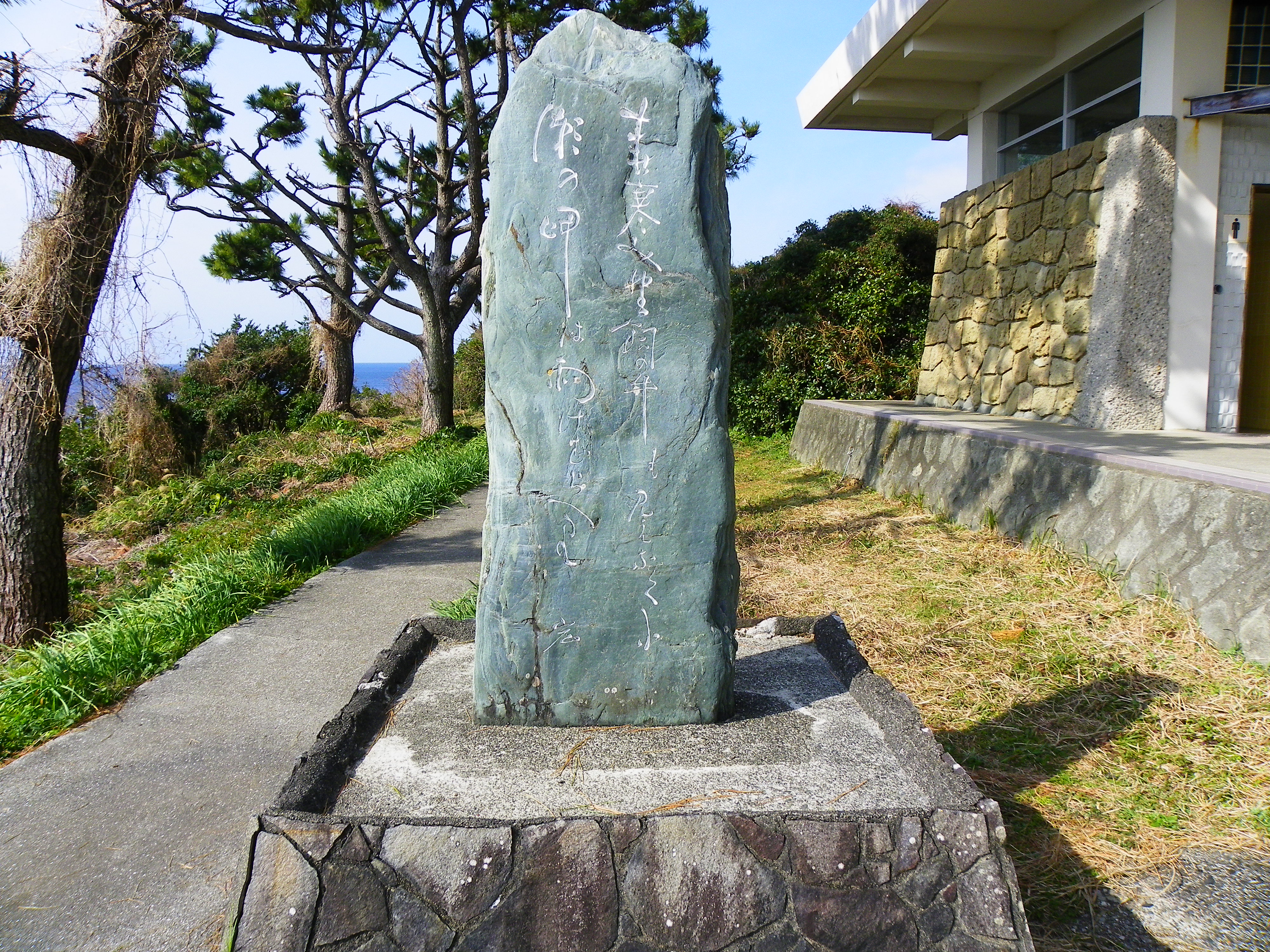
和歌山県串本町潮岬の下村宏歌碑

歌人としては1915年に佐佐木信綱主宰の竹柏会に入会し、竹柏会の「心の花」に多くの作品を寄せると共に生涯に5冊の歌集を出した。1921年、兵庫県西宮市の苦楽園に邸宅を構え「海南荘」と称して約15年間ここに住み、その間、佐佐木信綱や川田順、九条武子、中村憲吉、土岐善麿など多くの歌人や文化人を招いて歌会や各種集会を催した。

## 玉音放送
1945年8月15日正午、昭和天皇による玉音放送に際し、情報局総裁として本放送の前後に言葉を述べた。

## 栄典
叙位
- 従七位 1899年（明治32年）6月20日[17]
- 正七位 1901年（明治34年）4月20日[18]
- 従六位 発令日不詳
- 正六位 発令日不詳
- 従五位 1909年（明治42年）3月20日[19]
- 正五位 1911年（明治44年）3月10日[20]
- 従四位 1915年（大正4年）12月20日[21]
- 正四位 1921年（大正10年）1月10日[22]
- 従三位 1921年（大正10年）7月29日[23]

勲章等
- 勲六等瑞宝章 1902年（明治35年）12月28日 明治三十三年清国事変に於ける功による[24]
- 勲五等双光旭日章 1906年（明治39年）4月1日[25]
- 勲四等瑞宝章 1911年（明治44年）6月28日[26]
- 勲三等瑞宝章 1915年（大正4年）7月24日[27]
- 勲二等瑞宝章 1920年（大正9年）9月11日 大正四年乃至九年事件の功による[28]
- 勲一等瑞宝章 1945年（昭和20年）5月17日 [29]

- 明治三十三年従軍記章 1902年（明治35年）4月19日[30]
- 明治三十七八年従軍記章 1906年（明治39年）4月1日 [31]
- 大礼記念章 1915年（大正4年）11月10日[32]

## 著作等
著書
- 『新聞に入りて』日本評論社、1926年
- 『人口問題講話』朝日新聞社 朝日常識講座第1巻、1928年
- 『終戦秘史』大日本雄弁会講談社、1950年、講談社学術文庫、1985年
- 『我等の暮し方考え方』池田書店、1953年 ほか多数

講演
- 「新聞の功罪」(1925年3月、社団法人東京放送局より放送)

社団法人東京放送局編『ラヂオ講演集 第一輯』日本ラジオ協会、1925年11月、23～30頁

## 下村を描いた作品
- アニメンタリー 決断 - 太平洋戦争編の最終回「最後の決断」は下村の視点でポツダム宣言受諾から宮城事件、玉音放送までを描いている。
- 日本のいちばん長い日
- 玉音放送を作った男たち[33] - 玉音放送の構想から制作・放送までを描いたドラマ。

## ギャラリー

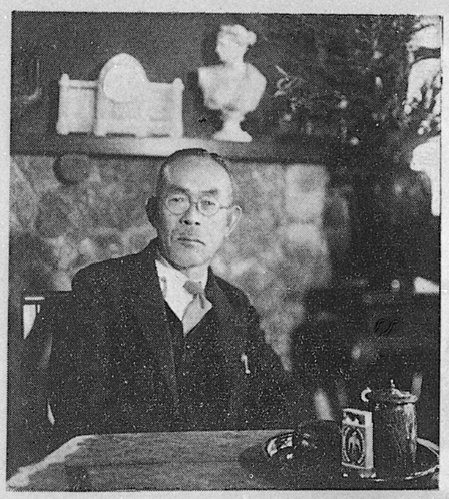
下村 宏
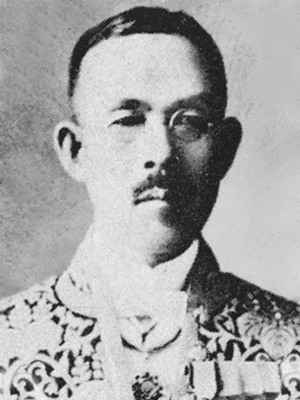
下村宏の銅像（和歌山県串本町潮岬）
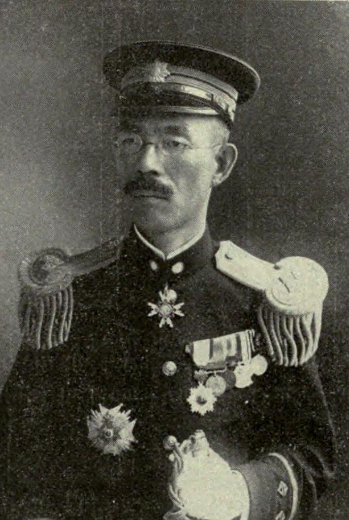
下村宏